# Ali ibne Alatir
Izaldim Alboácem Ali ibne Alatir (ʿIzz al-Dīn Abū al-Ḥasan ʿAlī ibn al-Athīr; Jazirate ibne Omar, 12 de maio de 1160 - Moçul, 1233), melhor conhecido só como Ali ibne Alatir, foi influente historiador árabe. Exerceu sua vida acadêmica em Moçul, mas frequentemente visitou Bagdá. Lutou por algum tempo no exército do sultão Saladino (r. 1174–1193) antes de viver em Alepo e Damasco. De sua obra, há trabalhos que compilaram materiais biográficos e genealógicos de autores anteriores, uma história do mundo chamada al-Kāmil fī al-tārīkh ("A História Completa"), que começava com a criação de Adão, e uma história dos atabegues zênguidas de Moçul, de nome Albair, que produziu a partir de sua experiência e a de seu pai. Era irmão dos também notáveis Majedadim e Diaudim ibne Alatir.